# Justicia poilanei
Justicia poilanei är en akantusväxtart som beskrevs av Raymond Benoist. Justicia poilanei ingår i släktet Justicia och familjen akantusväxter. Inga underarter finns listade i Catalogue of Life.